# Абдулла Ахмад Бадаві
Абдулла бін Ахмад Бадаві (малай. Abdullah bin Ahmad Badawi, в народі «Пак Лах» (Папаша Абдулла); 26 листопада 1939, Кепа Батас, Пулау Пінанг, Британська Малайя — 14 квітня 2025, Куала-Лумпур) — п'ятий прем'єр-міністр Малайзії та міністр фінансів з 31 жовтня 2003 по 3 квітня 2009 року. Лідер партії Об'єднана малайська національна організація в 2003–2009.

## Біографія
Народився в релігійній ісламській сім'ї. Закінчив Університет Малайа в 1964 році. Депутат парламенту від округу Кепа Батас з 1978 року. Давній партійний соратник колишнього прем'єр-міністра Мохамада Махатхіра. У 1984 році обраний заступником голови ОМНО.
Роботу в уряді почав у 1978 році як парламентський секретар міністерства федеральної території, в 1980 році став заступником міністра. У 1981 році Мохамад Махатхір, очоливши уряд, запропонував Бадаві портфель міністра в департаменті прем'єр-міністра, а в 1984 році він був призначений міністром освіти. У 1986 році очолив міністерство оборони країни, але в квітні 1987 року був виведений з уряду, так як на з'їзді ОМНО підтримав сторону, яка виступила за зміну партійного керівництва, що в підсумку призвело до розколу в партії. З 1991 року знову в уряді, до 1999 року обіймав посаду міністра закордонних справ, а також освіти та оборони. Потім — заступник прем'єр-міністра і міністр внутрішніх справ.
У 1993 році знову увійшов до вищої ради ОМНО, в 1996 році обраний на посаду заступника голови партії, а в 2000 році став її першим заступником.

## На посаді прем'єр-міністра
Висунув ідеологічну доктрину цивілізованого Ісламу (іслам хадарі).
Виступав за економічний розвиток країни, в першу чергу, сільського господарства та біотехнологій, і збереження ісламських цінностей. У 2004 році на чолі коаліції виграв парламентські вибори. Піддавався критиці з боку опозиції.
13 лютого 2008 розпустив парламент і оголосив дострокові вибори, результати яких виявилися не дуже сприятливими для правлячого Національного фронту: він втратив більшість у 2/3 голосів парламенті і контроль над шістьма штатами. В силу несприятливого розвитку обстановки і тиску з боку колишнього прем'єр-міністра Махатхіра Мохамада навесні 2009 Абдулла Бадаві оголосив про відхід на пенсію і передачу повноважень своєму заступнику Наджибу Разаку.
Голова АСЕАН з 2005, у жовтні 2003 — вересні 2006 — Руху неприєднання. Почесний доктор МДІМВ (2007).
У 2007 одружився вдруге (перша дружина померла в 2005 від раку).

## Як поет
Пише вірші. Його вірш «Я шукаю вічного миру» опубліковано на 80 мовах світу і покладено на музику малайзійським композитором Ібрагімом Бачеком.